# Dum och ännu dummare
Dum och ännu dummare: När Harry mötte Lloyd (engelska Dumb and Dumberer: When Harry met Lloyd) är en amerikansk komedi från 2003 i regi av Troy Miller med Derek Richardson och Eric Christian Olsen i huvudrollerna. Filmen, som släpptes direkt på DVD, hade Sverigepremiär den 12 maj 2004.

## Handling
Filmen utspelar sig år 1986 och handlar om när Lloyd träffar Harry på high-school. Rektorn (Eugene Levy) och skolans mattant tänker anordna en "specialklass" för "speciella" elever. Både Harry och Lloyd blir inkallade och massor av absurda, konstiga men framförallt dumma saker händer.

## Om filmen
Ursprungligen gjordes denna film av Matt Stone och Trey Parker, men de gav upp projektet.

## Rollista (urval)
- Derek Richardson - Harry Dunne
- Eric Christian Olsen - Lloyd Christmas
- Luis Guzmán - Ray
- Rachel Nichols - Jessica
- Elden Henson - Turk
- Eugene Levy - Collins, rektor
- Cheri Oteri - Ms. Heller
- Shia LaBeouf - Lewis